# Entidad local autónoma
En Andalucía (España) una entidad local autónoma es una administración pública de carácter local creada sobre la base de la Ley 7/1993, de 27 de julio, Reguladora de la Demarcación Municipal de Andalucía, para la administración descentralizada de los intereses propios de un núcleo separado de población dentro de un término municipal.  
Las entidades locales autónomas que se creen al amparo de la mencionada ley, tendrán la condición y tratamiento de «entidades locales», igualmente gozarán de tal condición aquellas entidades creadas con anterioridad a la aprobación de esta Ley por el Parlamento de Andalucía, como las EATIM reguladas por el art. 45 de la Ley 7/1985, de 2 de abril, Reguladora de las Bases del Régimen Local, salvo que los vecinos en forma mayoritaria y directa muestren su voluntad contraria.

## Gobierno Local
Los órganos de gobierno en las entidades locales autónomas son la Junta Vecinal y el presidente de la entidad local autónoma.
La Junta Vecinal estará compuesta por un número de vocales que no podrá ser inferior a dos ni superior al tercio del número de Concejales que integren el Ayuntamiento. La distribución de las vocalías se realiza en función de los resultados de las elecciones para el Ayuntamiento en la sección o secciones constitutivas de la entidad local autónoma.

## Atribuciones de la Presidencia
El Presidente de la entidad local autónoma preside y ejecuta los acuerdos de la Junta Vecinal, representa a la entidad local y dirige su gobierno y administración. Además ejerce respecto a aquella las funciones que la legislación de régimen local atribuye al Alcalde, en cuanto se correspondan con el ámbito de su competencia.

## Atribuciones de la Junta Vecinal
La Junta Vecinal, compuesta por el presidente de la entidad local y los vocales asume el gobierno y la administración general de la misma, correspondiéndole específicamente las funciones recogidas en la Ley 7/1993 de Demarcación Municipal de Andalucía que en definitiva son todas aquellas atribuciones que correspondiendo al Pleno del Ayuntamiento, le sean de aplicación por razón de su competencia.

## Competencias de las entidades locales autónomas
Las competencias de las entidades locales autónomas se dividen entre propias o mínimas y delegadas.

### Competencias mínimas o propias
- a) Concesión de licencias de obras menores
- b) Pavimentación, conservación y reparación de vías urbanas
- c) Alumbrado público
- d) Limpieza viaria
- e) Ferias y fiestas locales
- f) Abastos
- g) Funerarios
- h) Abastecimiento domiciliario de agua potable
- i) Alcantarillado
- j) Recogida de residuos
- k) Control de alimentos y bebidas

### Competencias delegadas
Son competencias delegadas aquellas que los Ayuntamientos deleguen en las Juntas Vecinales de acuerdo con su capacidad y en atención a la mayor proximidad de la gestión administrativa respecto a los ciudadanos cuando dicha prestación se halle localizada en el ámbito territorial de la propia entidad.

## Entidades

### Almería
| n.º de Registro | Municipio | Entidad         | Centro urbano principal | Tipo  |
| 04040001        | Fondón    | Fuente Victoria | Fuente Victoria         | EATIM |

### Cádiz
| n.º de Registro | Municipio            | Entidad                  | Centro urbano principal  | Tipo  |
| 04110001        | Jerez de la Frontera | La Barca de la Florida   | La Barca de la Florida   | EATIM |
| 04110002        | Jerez de la Frontera | Estella del Marqués      | Estella del Marqués      | EATIM |
| 04110003        | Jerez de la Frontera | Guadalcacín              | Guadalcacín              | EATIM |
| 04110004        | Jerez de la Frontera | Nueva Jarilla            | Nueva Jarilla            | EATIM |
| 04110005        | Jerez de la Frontera | San Isidro del Guadalete | San Isidro del Guadalete | EATIM |
| 04110006        | Tarifa               | Tahivilla                | Tahivilla                | EATIM |
| 04110007        | Jerez de la Frontera | El Torno                 | El Torno                 | EATIM |
| 04110008        | Jerez de la Frontera | Torrecera                | Torrecera                | EATIM |
| 04110010        | Tarifa               | Facinas                  | Facinas                  | EATIM |
| 04110012        | Barbate              | Zahara de los Atunes     | Zahara de los Atunes     | ELA   |

### Córdoba
| n.º de Registro | Municipio         | Entidad               | Centro urbano principal | Tipo  |
| 04140001        | Adamuz            | Algallarín            | Algallarín              | EATIM |
| 04140002        | Córdoba           | Encinarejo de Córdoba | Encinarejo de Córdoba   | EATIM |
| 04140004        | Priego de Córdoba | Castil de Campos      | Castil de Campos        | ELA   |
| 04140006        | Fuente Palmera    | Ochavillo del Río     | Ochavillo del Río       | ELA   |

### Granada
| n.º de Registro | Municipio         | Entidad             | Centro urbano principal | Tipo |
| 04180003        | Nevada            | Mairena             | Mairena                 | ELA  |
| 04180004        | Nevada            | Picena              | Picena                  | ELA  |
| 04180006        | Guadix            | Bácor-Olivar        | Bácor                   | ELA  |
| 04180008        | Alhama de Granada | Ventas de Zafarraya | Ventas de Zafarraya     | ELA  |
| 04180011        | Motril            | Carchuna-Calahonda  | Carchuna                | ELA  |
| 04180012        | Cacín             | El Turro            | El Turro                | ELA  |

El número de registro 04180007 pertenecía a la entidad local autónoma de Valderrubio hasta el 18 de diciembre de 2013, fecha en la que se segregó de Pinos Puente para formar un municipio independiente.
El número de registro 04180010 pertenecía a la entidad local autónoma de Dehesas Viejas hasta el 7 de octubre de 2014, fecha en la que se segregó de Iznalloz para formar un municipio independiente.
El número de registro 04180002 pertenecía a la entidad local autónoma de Játar hasta el 19 de febrero de 2015, fecha en la que se segregó de Arenas del Rey para formar un municipio independiente.
BOJA (19 de febrero de 2015). «Decreto 62/2015, de 3 de febrero, por el que se aprueba la creación del municipio de Játar por segregación del término municipal de Arenas del Rey (Granada)
El número de registro 04180009 pertenecía a la entidad local autónoma de  Domingo Pérez hasta el 17 de marzo de 2015, fecha en la que se segregó de Iznalloz para formar un municipio independiente que pasó a denominarse Domingo Pérez de Granada, incluyendo este, además, los núcleos de  Cotílfar y Cañatabla.

### Huelva
| n.º de Registro | Municipio     | Entidad      | Centro urbano principal | Tipo  |
| 04210001        | Isla Cristina | La Redondela | La Redondela            | ELA   |
| 04210002        | Alosno        | Tharsis      | Tharsis                 | EATIM |

### Jaén
| n.º de Registro | Municipio              | Entidad                | Centro urbano principal | Tipo  |
| 04230001        | Baños de la Encina     | El Centenillo          | El Centenillo           | EATIM |
| 04230002        | Rus                    | El Mármol              | El Mármol               | EATIM |
| 04230003        | Villanueva de la Reina | La Quintería           | La Quintería            | EATIM |
| 04230004        | Andújar                | La Ropera              | La Ropera               | EATIM |
| 04230006        | Andújar                | Los Villares           | Los Villares            | EATIM |
| 04230007        | Linares                | Estación Linares-Baeza | Estación Linares-Baeza  | ELA   |
| 04230008        | Alcalá la Real         | Mures                  | Mures                   | ELA   |
| 04230009        | Bedmar y Garcíez       | Garcíez                | Garcíez                 | ELA   |
| 04230010        | Alcaudete              | La Bobadilla           | La Bobadilla            | ELA   |

El número de registro 04230005 pertenecía a San Julián hasta el 9 de octubre de 2013, fecha en la que se suprimió la entidad local autónoma, y pasó a ser una simple pedanía más del municipio de Marmolejo.

### Málaga
| n.º de Registro | Municipio             | Entidad                        | Centro urbano principal | Tipo |
| 042900xx        | Antequera             | Bobadilla-Estación             | Bobadilla Estación      | ELA  |
| 042900xx        | Cortes de la Frontera | Estación de Gaucín-El Colmenar | Estación de Gaucín      | ELA  |

El número de registro 04290003 pertenecía a la entidad local autónoma de Montecorto hasta el 30 de septiembre de 2014, fecha en la que se segregó de Ronda para formar un municipio independiente.
El número de registro 04290002 pertenecía a la entidad local autónoma de Serrato hasta el 19 de diciembre de 2014, fecha en la que se segregó, al igual que Montecorto de Ronda para formar un municipio independiente.

### Sevilla
| n.º de Registro | Municipio               | Entidad                  | Centro urbano principal | Tipo |
| 04410002        | Las Cabezas de San Juan | Marismillas              | Marismillas             | ELA  |
| 04410003        | Écija                   | Isla Redonda-La Aceñuela | Isla Redonda            | ELA  |